# 阿部和夫
阿部 和夫（あべ かずお、1948年〈昭和23年〉4月11日 - ）は、日本の政治家。元栃木県鹿沼市長（2期）。

## 経歴
栃木県出身。栃木県立宇都宮工業高等学校卒。鹿沼市内で建設会社を経営し、鹿沼市議会議員を5期務め、議長となる。
2000年（平成12年）の鹿沼市長選挙に立候補し、現職の福田武を破って初当選する。2004年（平成16年）に再選。2008年（平成20年）に三選を目指したが、元栃木県議会議員の佐藤信に敗れた。2016年（平成24年）の市長選に立候補したが落選した。
このほか、自治会長や養護学校PTA会長などを務めた。